# 泗礁老鼠山屿
泗礁老鼠山屿，位于中华人民共和国浙江省东北部嵊泗列岛中的一座无人小岛，隶属于浙江省嵊泗县五龙乡管辖。老鼠山屿地处泗礁山岛东部会城岙村西北侧岸外约350米处，呈东北-西南走向，长180米，宽84米，海岸线长680米，陆地面积22140平方米，最高点海拔28.5米。